# Lisa Frankenstein
Lisa Frankenstein (bra/prt: Lisa Frankenstein) é um filme estadunidense de 2024, do gênero comédia de terror, dirigido por Zelda Williams em sua estreia na direção de um longa-metragem, e estrelado por Kathryn Newton e Cole Sprouse. O roteiro de Diablo Cody foi vagamente baseado no romance "Frankenstein" (1818), de Mary Shelley. Cody afirmou que o filme se passa no mesmo universo ficcional de "Jennifer's Body" (2009).
A trama retrata a história de uma adolescente gótica incompreendida que conhece e desenvolve um relacionamento com um cadáver reanimado da era vitoriana.
Embora tenha tido uma recepção geralmente mista da crítica especializada, o filme recebeu elogios ao desempenho do elenco e à ambientação da época.

## Sinopse
Em 1989, Lisa Swallows (Kathryn Newton) é uma adolescente solitária ainda sofrendo com a perda de sua mãe, assassinada brutalmente dois anos antes. Seu pai, Dale (Joe Chrest), se casa novamente com Janet (Carla Gugino), uma mulher narcisista. Com o novo casamento, Lisa ganha uma meia-irmã popular e extrovertida chamada Taffy (Liza Soberano). Lisa passa a maior parte do tempo no cemitério local de Bachelor's Grove, para desgosto de sua família, enquanto luta para se adaptar em sua nova escola durante seu último ano do ensino médio.
Quando um acidente estranho resulta na reanimação da Criatura (Cole Sprouse), um cadáver da era vitoriana, falecido em 1837, ela se vê obrigada a manter a chegada dele em segredo de sua família e colegas de classe, enquanto decide até que ponto deseja ajudá-lo e a que custo. As coisas tomam um rumo sombrio quando os dois unem forças para cometer atrocidades, desencadeando um lado obscuro da garota.

## Elenco
- Kathryn Newton como Lisa Swallows, uma garota solitária ainda se recuperando do assassinato de sua mãe
- Cole Sprouse como A Criatura, um homem da era vitoriana que é ressuscitado de seu túmulo por um raio
- Liza Soberano como Taffy, a meia-irmã inteligente, mas um pouco desatenta, de Lisa[10]
- Henry Eikenberry como Michael, o garoto por quem Lisa é apaixonada
- Joe Chrest como Dale Swallows, o pai de Lisa e padrasto de Taffy
- Carla Gugino como Janet Swallows, a madrasta de Lisa e mãe de Taffy
- Jenna Davis como Lori, a melhor amiga de Taffy
- Bryce Romero como Doug, o parceiro de laboratório de Lisa

## Produção
Diablo Cody escreveu o roteiro do filme e anunciou que seria a produtora ao lado de Mason Novick em junho de 2022. Zelda Williams fez sua estreia na direção de um longa-metragem. As escalações de Kathryn Newton, Cole Sprouse, Liza Soberano, Carla Gugino, Joe Chrest e Henry Eikenberry foram reveladas em agosto de 2022, quando as filmagens começaram em Nova Orleans, com previsão de continuar até setembro.
Alguns escritores que cobriram a produção do filme teorizaram que seu título é uma combinação de "Lisa Frank", uma empresa conhecida por produzir adesivos e material escolar colorido, e "Frankenstein". No entanto, Cody afirmou que o jogo de palavras foi involuntário, e que o nome da personagem principal é uma homenagem a uma personagem do filme "Weird Science" (1985), dirigido por John Hughes, já que ambos os filmes apresentam protagonistas que dão vida a seus interesses amorosos fantasiosos.

## Lançamento
O filme foi lançado nos cinemas dos Estados Unidos em 9 de fevereiro de 2024, pela Focus Features. No Reino Unido, a produção foi lançada em 1.º de março de 2024, pela Universal Pictures.
No Brasil e em Portugal, o filme ainda não possui data prevista de lançamento.

### Mídia doméstica
Nos Estados Unidos, o filme foi lançado em plataformas de vídeo sob demanda em 27 de fevereiro de 2024.

## Recepção

Cartaz promocional alternativo do filme.

Richard Roeper, para o jornal Chicago Sun-Times, deu ao filme 2/4 estrelas, escrevendo que ele "sofre da Síndrome de Gênero Misto e salta de uma paródia de terror para uma história de sobrevivente de trauma, para algo puro camp e [depois] para uma comédia colegial, nunca realmente encontrando seu rumo". Owen Gleiberman, para a revista Variety, descreveu o filme como derivativo e "nem assustador nem engraçado", chamando-o de "um smoothie de comédia de terror, feito principalmente de frutas antigas e mofadas". Benjamin Lee, para o The Guardian, deu ao filme 2/5 estrelas, criticando seu ritmo e roteiro, e escrevendo que "o filme parece um pouco preso entre dois mundos, uma comédia para adolescentes à beira do horror corporal completo". David Ehrlich, para o IndieWire, deu ao filme uma nota "C", elogiando as atuações de Newton e Sprouse, mas lamentando que "as cenas não têm forma, o mundo parece meio construído, e a realidade que supostamente os mantém juntos é muito errática para Williams estabelecer algum tipo de base emocional". Robbie Collin, para o Telegraph, concedeu ao filme 2/5 estrelas, escrevendo que ele é "prejudicado por sua obsessão com clássicos cult dos anos 80".
Valerie Complex, para o Deadline Hollywood, elogiou a estética visual do filme e as performances de Newton e Soberano, mas criticou o ritmo, dizendo: "A inconsistência no ritmo, embora reflexo da ambição do filme de mesclar gêneros e tons, pode prejudicar a coesão narrativa". Meagan Navarro, para o Bloody Disgusting, caracterizou o romance central do filme como subdesenvolvido, mas elogiou a performance de Newton, assim como o design de produção e o humor da história, chamando-o de "uma comédia sombria fofa, peculiar, desconexa e inofensiva que está menos interessada em contar uma história fluida do que em apoiar adolescentes estranhos e excluídos através de uma vibe dos anos 80". Alissa Wilkinson, para o jornal The New York Times, também elogiou o design de produção do filme e concluiu: "Breve, agradável e divertido de se ver, o filme não está interessado em nada mais do que amor e ser compreendido, e dessa forma é um ótimo retorno aos romances adolescentes de uma era anterior".
No Rotten Tomatoes, site agregador de críticas, 51% das 192 críticas do filme são positivas, com uma classificação média de 5,6/10. O consenso do site diz: "Um carinhoso retorno às clássicas comédias de terror dos anos 80, Lisa Frankenstein pode ser divertido por si só, apesar de não alcançar totalmente os filmes que imita". O Metacritic, que utiliza uma média ponderada, atribuiu ao filme 47/100 pontos baseados em 43 críticas, indicando críticas "mistas ou medianas". O público entrevistado pelo CinemaScore deu ao filme uma nota média de "B" em uma escala de A+ a F.

### Bilheteria
Até 22 de abril de 2024, "Lisa Frankenstein" arrecadou US$ 9.774.285 nacionalmente e US$ 122.399 no exterior, totalizando US$ 9.896.684 mundialmente.
Na América do Norte, "Lisa Frankenstein" estava projetado para arrecadar entre US$ 4 e 6 milhões em sua estreia, sendo exibido em 3.144 cinemas. No primeiro dia, o filme faturou US$ 1,7 milhão, incluindo US$ 700.000 da pré-estreia. Ao final do fim de semana de estreia, a produção alcançou a marca de US$ 3,8 milhões, garantindo o segundo lugar, atrás somente de "Argylle". Em sua segunda semana, o filme obteve uma receita de US$ 2,1 milhões, caindo para a nona posição.

## Trilha sonora
A cantora estadunidense JoJo gravou uma versão da música "Can't Fight This Feeling", originalmente lançada pela banda REO Speedwagon, para a trilha sonora. A canção foi lançada como um single em 9 de fevereiro de 2024. Um videoclipe foi lançado no dia anterior, intercalando cenas do filme com JoJo cantando a música durante uma sessão em um estúdio de gravação.